# Companhia de Habitação do Estado de Minas Gerais
A Companhia de Habitação do Estado de Minas Gerais (Cohab Minas) é uma empresa de economia mista do Governo do Estado de Minas Gerais, vinculada a Secretaria de Desenvolvimento Econômico do Estado de Minas Gerais - SEDE, que tem por objetivo promover o acesso a habitação de interesse social.

## História
Criada em 18 de agosto de 1965, nos termos da Lei nº 3.403 de 2 de julho de 1965, a Cohab Minas tem por finalidade promover o acesso a moradia, o estudo de problemas referentes a habitação e execução das políticas habitacionais empreendidas pelo Governo do Estado de Minas Gerais.
No dia 1° de novembro de 1967, a Cohab Minas inaugurava o seu primeiro empreendimento: o Conjunto Vale do Jatobá, em Belo Horizonte, com 1.312 moradias. Entre o  ano de 1979 até a extinção do Banco Nacional de Habitação (BNH), em 11 novembro de 1986, a Cohab Minas viveu seu melhor período construções executando obras de grandes conjuntos. Poços de Caldas, Belo Horizonte, Contagem, Araxá, Santa Luzia (Palmital e Cristina), Sete Lagoas, Vespasiano e Uberlândia são exemplos de cidades que receberam a construção de mais de mil unidades habitacionais neste período.
A Cohab Minas também construiu, em regime de Mutirão, unidades habitacionais em Santa Luzia, Vespasiano (Célvia e Morro Alto), Timóteo, Pequeri, Piraúba e Nova Lima. Coube ao mutirão executar as obras de alvenaria, esquadrias, revestimento externo, pisos e revestimento interno das áreas comuns, pintura de esquadrias e instalação das redes hidro-sanitárias e elétrica.

## Sede e Regionais da Cohab Minas
1. Belo Horizonte (sede) - Cidade Administrativa
2. Uberlândia.

## Atuação recente
A Cohab Minas já deu inicio ao cadastro das primeiras 619 unidades a serem construídas com recursos do Programa Minha Casa, Minha Vida - Parcerias/FGTS.
1. Público

Famílias com renda mensal enquadrada nas chamadas faixas 1,5; 2 e 3 do Programa Minha Casa Minha - parcerias. Ou seja, famílias com capacidade de pagamento e renda familiar de até R$ 9.000.
O cadastramento das famílias interessadas em participar dos programas é realizado pelas prefeituras municipais. Tudo é feito através de um sistema especialmente desenvolvido pela Cohab Minas para este fim.
1. Parceria com os municípios

As prefeituras são um dos principais parceiros da Cohab Minas. Os prefeitos visitam a Cohab Minas e selam essa aliança através de assinatura de Protocolo de Cooperação Mútua, técnico, financeiro e social.
São as prefeituras que doam os terrenos, que devem estar regularizados. Ao final da obra, o empreendimento deve ser entregue urbanizado e com toda a infraestrutura: água, esgoto, energia elétrica e pavimentação.
1. E mais

- Cohab Card Reforma: linha de crédito especial para mutuários e ex-mutuários adimplentes da Companhia. A compra dos materiais é realizada no mercado local, incentivando o desenvolvimento econômico daquela comunidade.
- Servidores: será disponibilizado em breve um projeto piloto para servidores públicos e agentes de segurança. O projeto inicialmente atenderá aos funcionários da Cidade Administrativa, mas a finalidade é a sua extensão a todos os servidores do Estado.